# دونكان جلان
دونكان جلان (بالإنجليزية: Duncan Glen)‏ هو محرر وشاعر بريطاني، ولد في 11 يناير 1933، وتوفي في 20 سبتمبر 2008.